# Campeonato de Turquía de Ciclismo Contrarreloj
Los Campeonatos de Turquía de Ciclismo Contrarreloj se organizan anual e ininterrumpidamente desde el año 2008 para determinar el campeón ciclista de Turquía de cada año, en la modalidad. 
El título se otorga al vencedor de una única carrera, en la modalidad de Contrarreloj individual. El vencedor obtiene el derecho a portar un maillot con los colores de la Bandera de Turquía hasta el campeonato del año siguiente, solamente cuando disputa pruebas Contrarreloj.

## Palmarés
| Año  | Ganador                 | Segundo                 | Tercero             |
| 2008 | Kemal Küçükbay          | Nevzat Kiral            | Mert Mutlu          |
| 2009 | Eyup Karagöbek          | Mustafa Sayar           | Miraç Kal           |
| 2010 | Kemal Küçükbay          | Muhammet Eyüp Karagöbek | Nevzat Kiral        |
| 2011 | Mert Mutlu              | Muhammet Eyüp Karagöbek | Kemal Küçükbay      |
| 2012 | Muhammet Eyüp Karagöbek | Rasim Reis              | Uğur Marmara        |
| 2013 | Bekir Baki Akırşan      | Feritcan Şamlı          | Muhammet Atalay     |
| 2014 | Ahmet Örken             | Bekir Baki Akırşan      | Miraç Kal           |
| 2015 | Ahmet Örken             | Bekir Baki Akırşan      | Rasim Reis          |
| 2016 | Ahmet Örken             | Feritcan Şamlı          | Mustafa Sayar       |
| 2017 | Ahmet Örken             | Feritcan Şamlı          | Onur Balkan         |
| 2018 | Ahmet Örken             | Muhammed Atalay         | Feritcan Şamlı      |
| 2019 | Ahmet Örken             | Onur Balkan             | Mustafa Sayar       |
| 2020 | Mustafa Sayar           | Oğuzhan Tiryaki         | Emre Yavuz          |
| 2021 | Ahmet Örken             | Oğuzhan Tiryaki         | Mustafa Sayar       |
| 2022 | Ahmet Örken             | Burak Abay              | Oğuzhan Tiryaki     |
| 2023 | Ahmet Örken             | Burak Abay              | Halil İbrahim Doğan |
| 2024 | Ahmet Örken             | Aydın Köfteci           | Ramazan Yilmaz      |
| 2025 | Burak Abay              | Emir Uzun               | Ali Egin            |